# ゆらゆら (漫画)
『ゆらゆら』は、南Q太による日本の漫画。『FEEL YOUNG』（祥伝社）において、2001年に連載された。

## 書誌情報
南Q太 『ゆらゆら』 祥伝社〈FEELコミックス〉、全1巻
- 1巻、2001年12月8日発行、ISBN 4-39-676260-7

## テレビドラマ
BS-iのオムニバス連続テレビドラマ『恋する日曜日』ファーストシーズンにおいてドラマ化され、2003年9月14日に放送された。また、コミックス収録の短編「丘を越えて」「猫」もそれぞれドラマ化され、2003年9月7日・21日に放送されている。